# لیدیا وندنبرگ
لیدیا وندنبرگ (انگلیسی: Lydia Vandenbergh؛ زادهٔ ۲ ژانویهٔ ۱۹۸۴) بازیکن فوتبال اهل ایالات متحده آمریکا است.
از باشگاه‌هایی که در آن بازی کرده‌است می‌توان به باشگاه فوتبال سانتوس، مجیک‌جک، باشگاه فوتبال زنان سانتوس، و شیکاگو رد استارز اشاره کرد.